# Mês de Cães Danados
Mês de cães danados é um romance de Moacyr Scliar publicado originalmente em 1977 e vencedor do Prêmio Brasília de Literatura daquele ano.